# Lilia Bolocan
Lilia Bolocan (n. 13 noiembrie 1972, Tîrșiței, Telenești) este un istoric, politician și doctor în psihologie din Republica Moldova, care de la 24 decembrie 2009 până la 26 iulie 2019 a exercitat funcția de director general al Agenției de Stat pentru Proprietatea Intelectuală a Republicii Moldova (AGEPI). În anii 2010–2011 a fost deputat în Parlamentul Republicii Moldova.
Lilia Bolocan face parte din Partidul Liberal Democrat din Moldova (PLDM) din anul 2007. Este membru al Consiliului Politic Național al PLDM.

## Studii și carieră
Între anii 1979–1989 a învățat la școala medie din Tîrșiței, Telenești. În perioada 1989 – 1994 a studiat la Universitatea Pedagogică de Stat Ion Creangă din Chișinău, facultatea Istorie. În 2000 a devenit doctor în psihologie.
În anii 1998–2000 a activat în calitate de cercetător superior la Institutul de Științe Pedagogice și Psihologice. În perioada 2000–2002 a fost lector duperior și șef catedră la Institutul de Științe Reale, iar în 2002–2004 – lector superior la Universitatea de Stat din Moldova. Din 2004 până în prezent este șef al catedrei Psihologie la Institutul de Stat de Instruire Continuă.
Este divorțată, are un copil.